# ليف يوهانسون (متزلج جماعي)
ليف يوهانسون (بالسويدية: Leif Johansson)‏ هو متزلج جماعي سويدي، ولد في 9 فبراير 1950 في Morjärv ‏ في السويد.

## وصلات خارجية
- ليف يوهانسون على موقع أوليمبيديا (الإنجليزية)
- ليف يوهانسون على موقع اللجنة الأولمبية السويدية (السويدية)